# Piet Paris

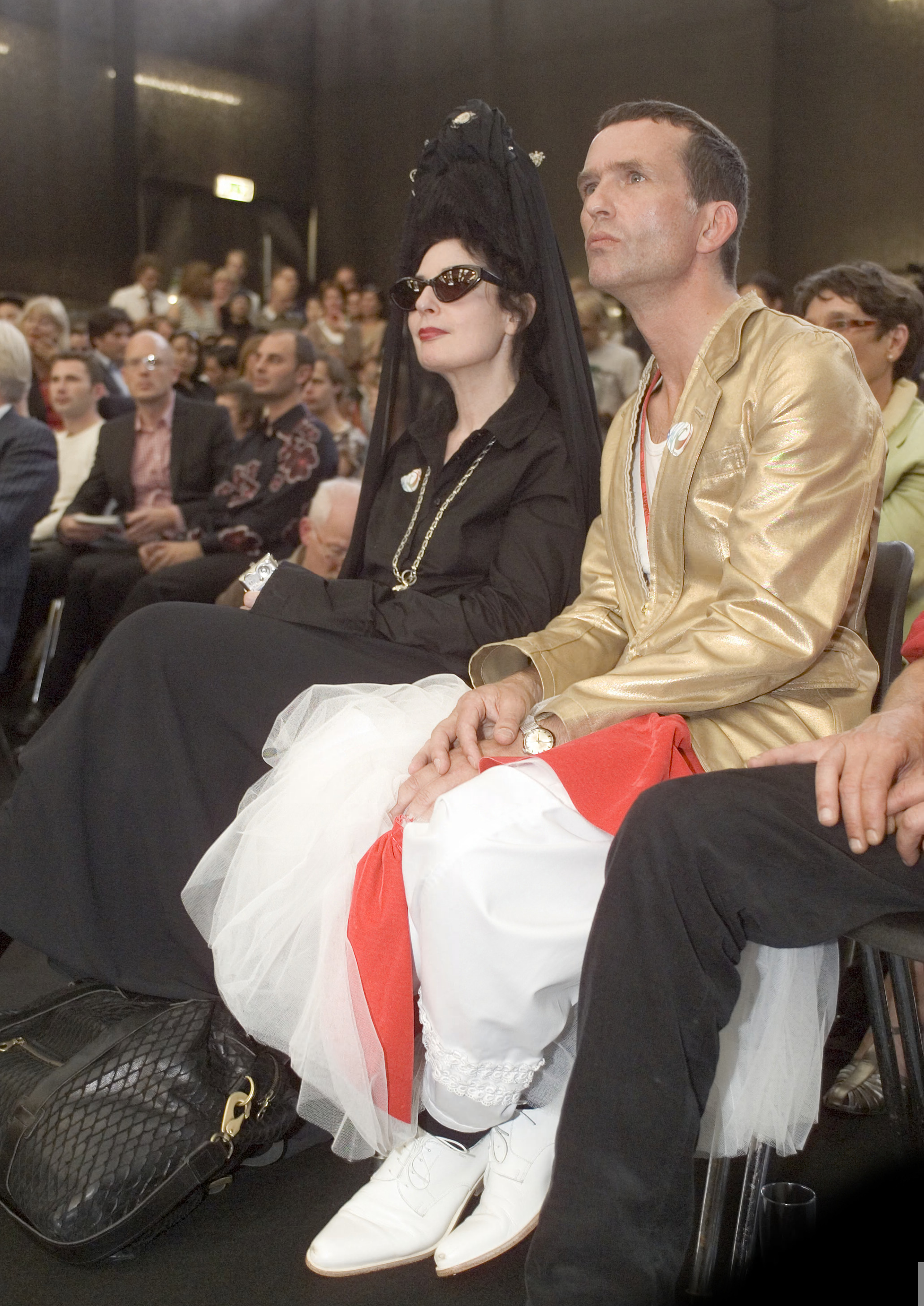
Mode-illustrator Pieter 't Hoen alias Piet Paris op de Mode Biënnale Arnhem in 2007

Piet Paris is het pseudoniem van de Nederlandse mode-illustrator Pieter 't Hoen (Den Haag, 1962).
't Hoen studeerde in 1988 af aan de Hogeschool voor de Kunsten Arnhem. Zijn werkstijl kenmerkt zich door karakteristieke, krachtige lijnen. Zijn illustraties worden al 25 jaar gepubliceerd in verschillende nationale en internationale kranten en tijdschriften.
In 1998 was 't Hoen een van de medeoprichters van de masteropleiding Fashion Institute Arnhem van de Hogeschool voor de Kunsten Arnhem. Van 2005 tot en met 2009 was 't Hoen de hoofdcurator van de Arnhem Mode Biënnale. In 2008 won hij de Grand Seigneur modeprijs. Ook maakte hij in dat jaar illustraties, displays en etalages voor het Amerikaanse warenhuis Saks Fifth Avenue.
In 2012 was 't Hoen als artdirector betrokken bij de inrichting van het Arnhemse hotel Hotel Modez. 